# Волошки (заказник)
Воло́шки — ландшафтний заказник місцевого значення в Україні. Об'єкт розташований на території Ковельського району Волинської області, на схід і південний схід від села Волошки. 
Площа 1255 га. Статус присвоєно згідно з розпорядженням Волинської обласної ради від 20.12.1993 року № 15/6. Перебуває у віданні філії «Ковельське лісове господарство», Ковельське л-во, кв. 6-20. 
Статус присвоєно для збереження частини лісового масиву, в якому переважають насадження дуба черешчатого, ясена та вільхи чорної віком понад 140 років.
У підліску зростають ліщина звичайна, жостір ламкий, бруслина бородавчаста, у трав'яному покриві – гравілат річковий, кропива дводомна, яглиця звичайна, на галявинах – тонконіг дібровний, костриця овеча, м'ята польова, мітлиця велетенська, ромашка лікарська, чемериця Лобелієва. 
Тваринний світ заказника представлений горобцеподібними птахами, серед ссавців трапляються сарна європейська, свиня дика, лисиця звичайна.

## Галерея

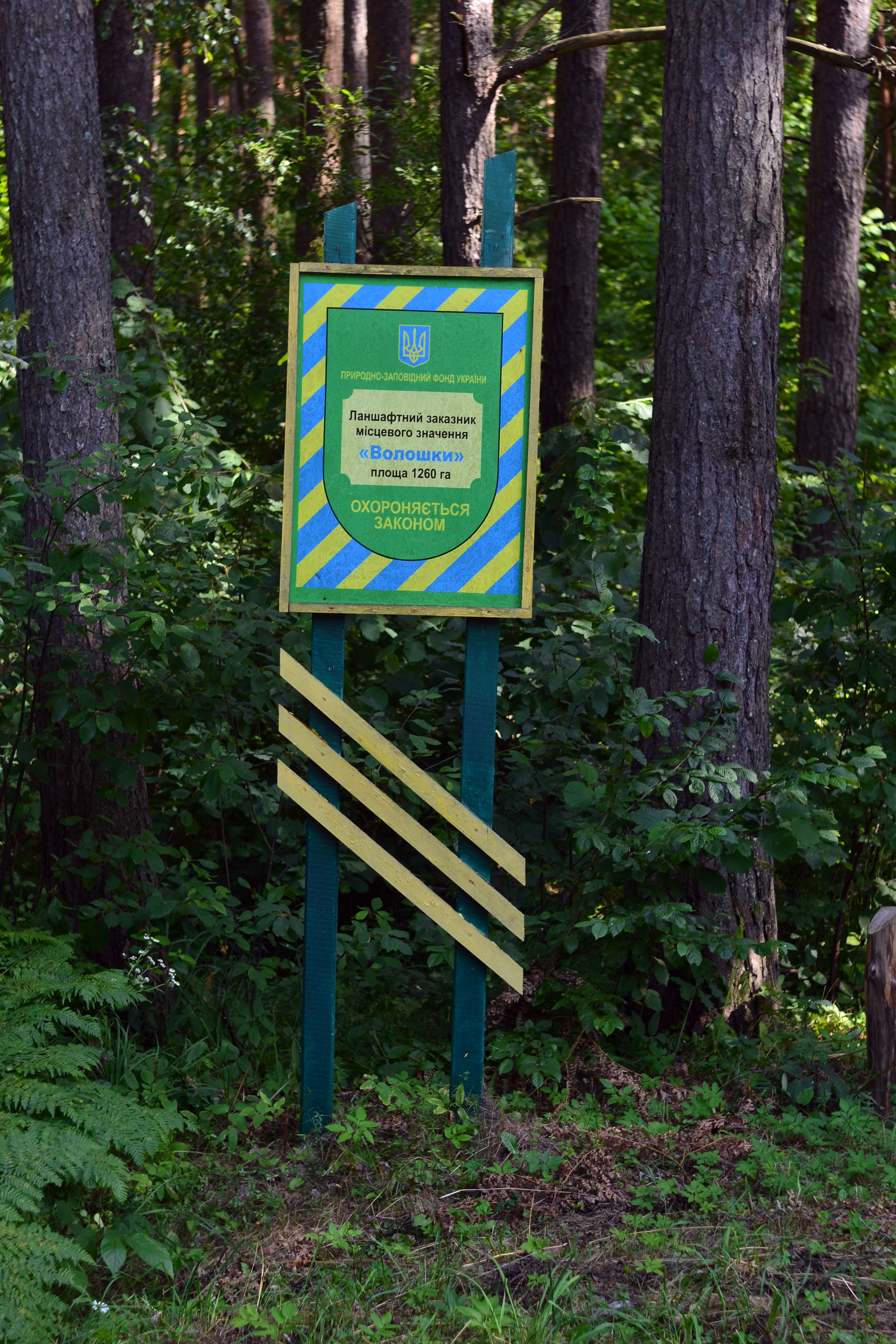
Охоронна дошка
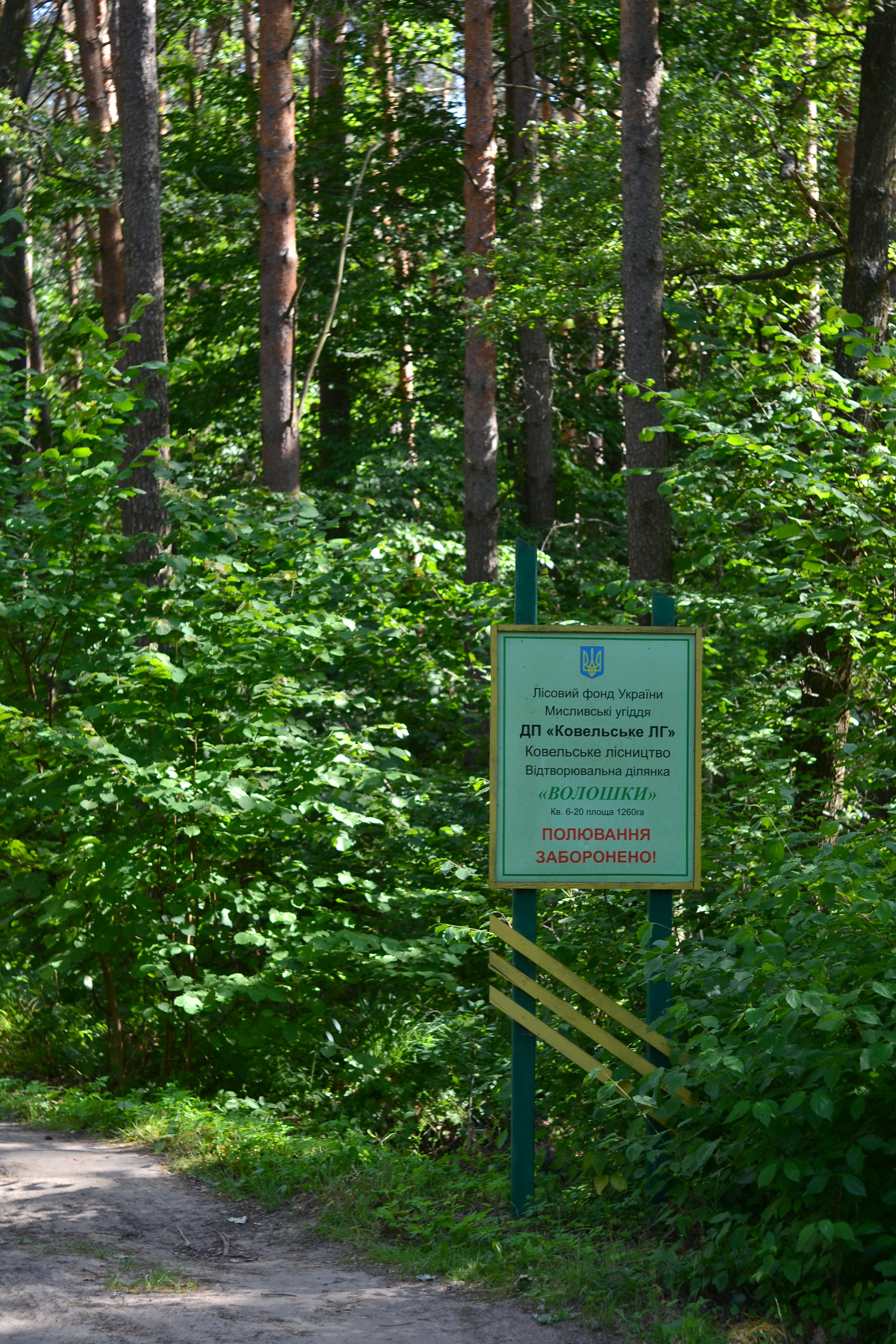
Інформаційна дошка
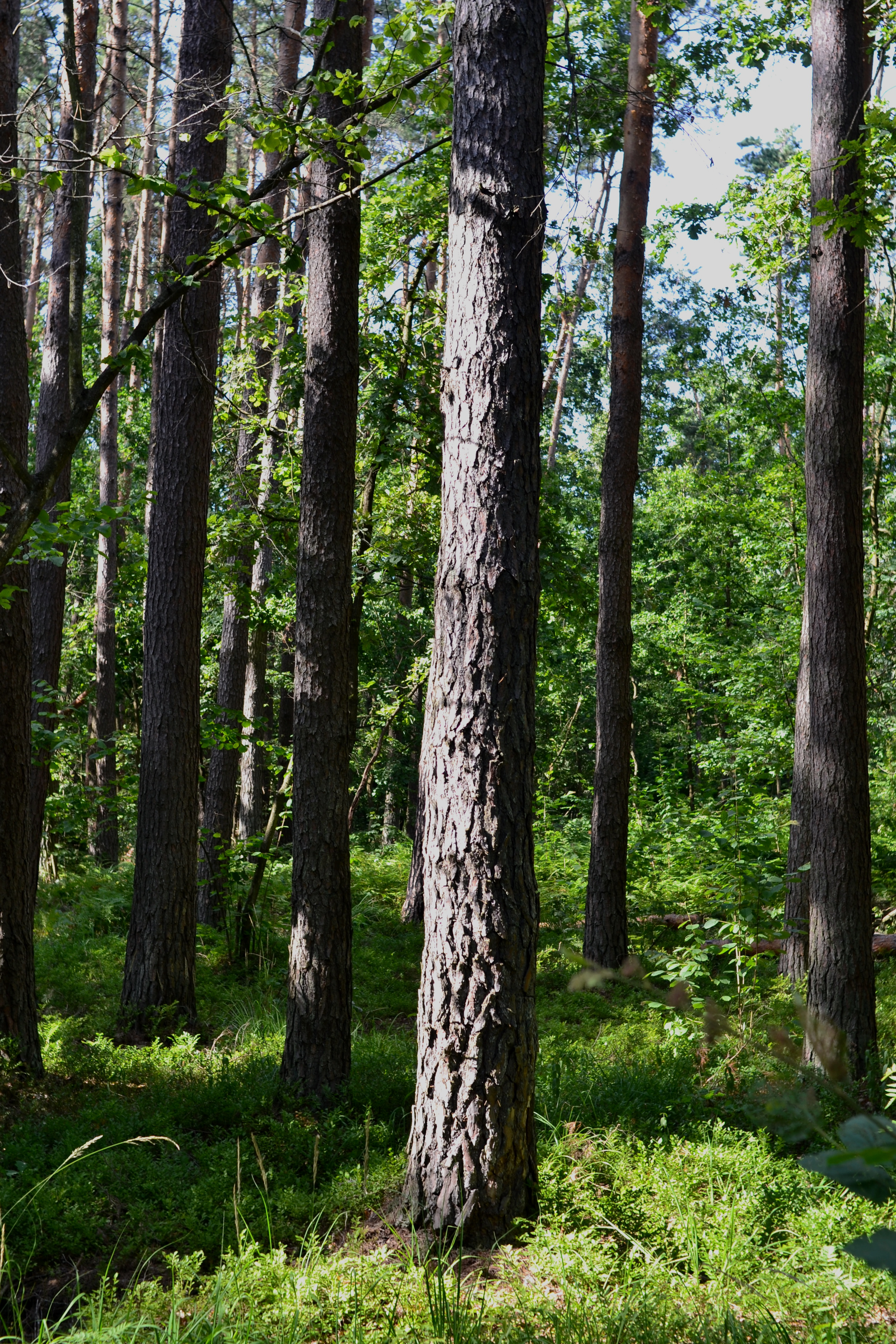
Вигляд з лісової дороги